# Halstørklæde
Et halstørklæde er et langt og smalt tørklæde, der bæres omkring hals, skulder eller hoved. Et halstørklæde kan bruges for at holde varmen, for at beskytte mod solen, af modehensyn, religiøse årsager eller for at vise støtte til en sportsklub eller hold. Halstørklæder kan fremstilles af en række forskellige materialer som uld, hør, silke eller bomuld. Det er en almindelig form for halsbeklædning og type beklædningstilbehør der kan bruges i flere årstider og i mange år.